# Berufsausbildungsbeihilfe
Die Berufsausbildungsbeihilfe (kurz: BAB) ist eine Sozialleistung der deutschen Bundesagentur für Arbeit. Geregelt ist diese Leistung in den §§ 56 ff. Drittes Buch Sozialgesetzbuch (bis 31. März 2012: §§ 60 SGB III a. F.).

## Leistungsvoraussetzungen
Auszubildende haben einen Anspruch auf Berufsausbildungsbeihilfe, wenn die Berufsausbildung förderungsfähig ist, sie zum förderungsfähigen Personenkreis gehören und ihren notwendigen Lebensunterhalt nicht selbst bestreiten können.

### Förderungsfähige Berufsausbildung
Grundsätzlich ist nur eine staatlich anerkannte betriebliche oder außerbetriebliche Berufsausbildung förderungsfähig. Im Falle einer schulischen Berufsausbildung kommt eine Förderung nach dem Bundesausbildungsförderungsgesetz in Betracht. Bei behinderten Menschen können auch nicht anerkannte Berufsausbildungen gefördert werden, sofern sie nach § 66 BBiG bzw. § 42m HwO definiert sind.
Im Regelfall ist nur die erste Berufsausbildung förderungsfähig; eine zweite Berufsausbildung kann gefördert werden, wenn eine berufliche Eingliederung ansonsten nicht erreicht werden kann und zu erwarten ist, dass dieses Ziel durch die zweite Berufsausbildung erreicht wird. Das macht eine Prognoseentscheidung der Verwaltung bereits auf der Tatbestandsebene erforderlich. Die Förderung einer Zweitausbildung steht – anders als die der Erstausbildung – im pflichtgemäßen Ermessen der Bundesagentur für Arbeit, d. h. selbst wenn die Prognoseentscheidung positiv ausfällt, folgt daraus nicht zwingend ein Anspruch auf Förderung der Zweitausbildung. Wird die Ausbildung abgebrochen, kann eine erneute Berufsausbildung gefördert werden, wenn ein wichtiger Grund für den Abbruch der Berufsausbildung bestand. Für behinderte Menschen gelten erleichterte Bedingungen bei der Ausbildungsdauer und einer eventuellen erneuten Berufsausbildung.
Findet die Berufsausbildung teilweise im Ausland statt, ist auch dieser Abschnitt förderungsfähig, sofern er die Dauer von einem Jahr nicht übersteigt. Berufsausbildungen, die vollständig im angrenzenden Ausland oder in Staaten der Europäischen Union stattfinden, sind förderungsfähig, wenn bescheinigt wird, dass diese Berufsausbildung mit einer deutschen Berufsausbildung gleichwertig ist und sie dem Erreichen der Beschäftigungsfähigkeit besonders dienlich ist.

### Förderungsfähiger Personenkreis
Ausbildungsförderung wird grundsätzlich nur geleistet, wenn der Antragsteller nicht bei seinen Eltern wohnt. Darüber hinaus darf die Arbeitsstätte von der Wohnung der Eltern aus nicht in angemessener Zeit (d. h. der Hin- und Rückweg mit öffentlichen Verkehrsmitteln muss insgesamt mehr als zwei Stunden betragen) zu erreichen sein, sofern der Auszubildende noch minderjährig ist, nicht verheiratet ist oder war, nicht mit einem Kind zusammenlebt und keine schwerwiegenden sozialen Gründen vorliegen. Behinderte Menschen erhalten Ausbildungsförderung unabhängig von ihrem Wohnort.
Ausländer sind nicht förderberechtigt, solange sie sich im Asylverfahren befinden und eine Aufenthaltsgestattung besitzen oder geduldet sind und sich noch nicht mindestens 15 Monate ununterbrochen in Deutschland aufhalten.

### Bedarf für den Lebensunterhalt
| gültig ab      | Grundbedarf | Unterkunft | Gesamtbedarf |
| -------------- | ----------- | ---------- | ------------ |
| 25. Juli 2024  | 442 EUR     | 380 EUR    | 822 EUR      |
| 22. Juli 2022  | 421 EUR     | 360 EUR    | 781 EUR      |
| 1. August 2020 | 398 EUR     | 325 EUR    | 723 EUR      |
| 16. Juli 2019  | 391 EUR     | 325 EUR    | 716 EUR      |
| 1. August 2016 | 372 EUR     | 250 EUR    | 622 EUR      |
| 1. August 2010 | 348 EUR     | 224 EUR    | 572 EUR      |

Als Bedarf werden bei Unterbringung außerhalb des Haushalts der Eltern oder eines Elternteils die Beträge aus § 13 BAföG zugrunde gelegt. Die Beträge werden regelmäßig angepasst. Zurzeit sind dies 822 Euro, die sich aus 442 Euro Grundbedarf zzgl. 380 Euro für die Unterbringung zusammensetzen. Menschen mit Behinderungen erhalten den Grundbedarf auch, wenn sie im Haushalt der Eltern oder eines Elternteils wohnen, dann jedoch 59 Euro für die Unterkunft. Sonderregelungen gelten zudem bei Auszubildenden, die im Ausbildungsbetrieb mit voller Verpflegung oder in einem Wohnheim bzw. Internat untergebracht sind.
Als Fahrkosten werden die Pendelkosten zwischen Unterkunft, Ausbildungsstätte und Berufsschule übernommen. Der Höchstbetrag liegt bei 588 Euro. Ist eine auswärtige Unterbringung notwendig, wird eine monatliche Familienheimfahrt finanziert. Die BahnCard wird erstattet, sobald die Kosten für Familienheimfahrten dadurch geringer ausfallen. Wird eine benutzte BahnCard nicht erstattet, so wird der Normalpreis und nicht der ermäßigte Fahrpreis erstattet. Findet die Ausbildung im Ausland statt, wird abweichend bei einer Ausbildung in Europa nur eine halbjährliche, bei einer Ausbildung außerhalb Europas nur eine jährliche Familienheimfahrt finanziert.
Daneben wird eine Pauschale für Arbeitskleidung in Höhe von 16 Euro berücksichtigt, sofern diese berufsspezifisch notwendig ist und nicht vom Arbeitgeber gestellt wird. Bei Auszubildenden mit Kindern werden zusätzlich Betreuungskosten in Höhe von 160 Euro pro Kind anerkannt. Sonstige Kosten können anerkannt werden, sofern sie durch die Berufsausbildung bedingt unvermeidbar sind und die Berufsausbildung ansonsten gefährdet wäre, wenn der Auszubildende oder seine Erziehungsberechtigten die Kosten zu tragen haben.

### Einkommensanrechnung
Anzurechnen sind in dieser Reihenfolge das Einkommen des Auszubildenden, das Einkommen des Ehegatten oder Lebenspartners und zuletzt das Einkommen der Eltern. Die Einkommensanrechnung folgt grundsätzlich den Regelungen des BAföG. Ist eine auswärtige Unterbringung notwendig, gibt es „zur Förderung der beruflichen Mobilität […] und zur stärkeren Ausschöpfung des regional unterschiedlichen Ausbildungsplatzangebots“ zusätzliche Freibeträge in Höhe von 85 Euro auf die Ausbildungsvergütung und 901 Euro auf das Einkommen der Eltern. Um Leistungsmissbrauch zu verhindern, wird bei einer Berufsausbildung im Betrieb der Eltern oder des Ehepartners ein fiktives Einkommen in Höhe der tariflich festgelegten oder branchenüblichen Ausbildungsvergütung zugrunde gelegt. Besteht kein Unterhaltsanspruch (etwa bei einer bereits abgeschlossenen Berufsausbildung), bleibt das Einkommen der Eltern außer Betracht.
Weigern sich die Eltern, Unterhalt zu zahlen oder Auskünfte über ihre Einkommensverhältnisse zu geben, kann die Arbeitsagentur Berufsausbildungsbeihilfe vorläufig ohne Berücksichtigung des Einkommens der Eltern auszahlen, nachdem die Eltern angehört wurden. Der Unterhaltsanspruch geht dann auf die Arbeitsagentur über.

## Berechnungsbeispiel
Svenja, 19 Jahre alt, ledig, macht eine Ausbildung als Floristin in Kiel, wo sie ein Zimmer angemietet hat. Ihre Ausbildungsvergütung beträgt im ersten Ausbildungsjahr monatlich 785 Euro brutto. Ihre Eltern leben in Rostock, mit ihnen ein 7-jähriger Bruder.
| 1. Berechnung des Gesamtbedarfs                        | 1. Berechnung des Gesamtbedarfs | 1. Berechnung des Gesamtbedarfs                                                                                                 |
| ------------------------------------------------------ | ------------------------------- | --- |
| Grundbedarf                                            | 822 EUR                         | bei Unterbringung außerhalb der elterlichen Wohnung                                                                             |
| Arbeitskleidung                                        | + 16 EUR                        | sofern nicht vom Ausbildungsbetrieb gestellt                                                                                    |
| Fahrtkosten                                            | + 49 EUR                        | zwischen Wohnung, Ausbildungsstätte und Berufsschule (i. d. R. Monatsticket oder Kilometerpauschale)                            |
| Familienheimfahrt                                      | + 82 EUR                        | sofern Pendelfahrten zur elterlichen Wohnung unzumutbar                                                                         |
| Gesamtbedarf                                           | 969 EUR                         | |
| 2. Berechnung des anzurechnenden Einkommens            |                                 | |
| Ausbildungsvergütung                                   | 615 EUR                         | durchschnittlicher Nettoverdienst (i. d. R. Brutto abzgl. Einkommensteuer und 21,6 % Sozialversicherungsbeiträge) auf 18 Monate |
| zusätzlicher Freibetrag                                | – 85 EUR                        | sofern Pendelfahrten zur elterlichen Wohnung unzumutbar                                                                         |
| anzurechnen                                            | 530 EUR                         | |
| 3. Berechnung des anzurechnenden Einkommens der Eltern |                                 | |
| Einkommen der Eltern                                   | 4.500 EUR                       | 1/12 des gemeinsamen Jahreseinkommens im vorletzten Kalenderjahr                                                                |
| Freibetrag                                             | – 2.540 EUR                     | [ BAföG 5 ] |
| Freibetrag Bruder                                      | – 770 EUR                       | [ BAföG 6 ] |
| zusätzlicher Freibetrag                                | – 901 EUR                       | sofern Pendelfahrten zur elterlichen Wohnung unzumutbar                                                                         |
| verbleibendes Einkommen                                | 289 EUR                         | |
| anrechnungsfrei                                        | – 159 EUR                       | 50 % Eltern + 5 % Bruder |
| anzurechnen                                            | 130 EUR                         | |
| 4. Berechnung der Berufsausbildungsbeihilfe            |                                 | |
| Gesamtbedarf                                           | 969 EUR                         | |
| ./. Einkommen                                          | – 530 EUR                       | |
| ./. Einkommen der Eltern                               | – 130 EUR                       | |
| BAB                                                    | 309 EUR                         | |

## Bewilligungszeitraum
Der Bewilligungszeitraum beträgt in der Regel 18 Monate. Nach Ablauf des Bewilligungszeitraums kann ein Weiterbewilligungsantrag gestellt werden. Der Antrag wird bei der örtlich zuständigen Agentur für Arbeit gestellt bzw. von dieser bearbeitet, wenn der Antrag online gestellt wird. Wenn man bereits bei der Agentur für Arbeit eine Kundennummer besitzt, kann man den Antrag auch telefonisch anfordern. Gezahlt wird monatlich nachträglich ab Beginn der Ausbildung bzw. rückwirkend ab dem Beginn des Monats, in dem der Antrag gestellt wurde.
Es gilt eine Bagatellgrenze von 10 Euro bei Leistungen der Berufsausbildungsbeihilfe, unter der der Förderbetrag nicht geleistet wird.

## Berufsausbildungsbeihilfe bei einer berufsvorbereitenden Bildungsmaßnahme
Berufsausbildungsbeihilfe kann auch für die Teilnahme an einer berufsvorbereitenden Bildungsmaßnahme nach § 51 SGB III geleistet werden.
Es werden als Bedarf die Beträge aus § 12 BAföG zugrunde gelegt. Wohnt die Person bei den Eltern, beträgt der Bedarf 276 Euro, bei auswärtiger Unterbringung 666 Euro. Eine Einkommensanrechnung findet grundsätzlich nicht statt. Hätte ein Arbeitsloser Anspruch auf Arbeitslosengeld und nimmt er an einer berufsvorbereitenden Bildungsmaßnahme teil, erhält er Berufsausbildungsbeihilfe in Höhe des Arbeitslosengeldes.
Ist ein Teilnehmer nicht anderweitig krankenversichert, werden die Beiträge für eine freiwillige Krankenversicherung als Bedarf berücksichtigt.